# 南海
南海，国际上通稱為南中国海（英語：South China Sea），其中菲律宾、马来西亚和越南等国宣称的领海又分别被其称为西菲律賓海、马来海和东海等，是位於东亚和东南亚之间的陸緣海，被中國大陸、臺灣、菲律宾群岛、马来群岛及中南半岛所环绕，為西太平洋的一部分。南海的海域面积有350万平方公里，其中有超过200个无原住民居住的島嶼和岩礁，這些島礁被合稱為南海諸島。除了是主要的海上运输航线外，南海还蕴藏着丰富的石油和天然气，牵涉到许多周邊国家的利益。

## 名称沿革
周朝时称南海（包括今东海南海（楚即立国于南海境内，江汉之间（今宜昌））即南国，以北为北海（今渤海）东海（今黄海）即北国），秦西楚（秦汉之间朝代）因之，漢朝、南北朝時稱其為漲海、沸海，清朝滅亡後逐漸改稱南海，并延续至今。
16世紀時，葡萄牙水手把它稱為中国海（葡萄牙語：Mare da China），後來称为南中国海。國際海道測量組織的使用的名称為。新加坡、马来西亚、香港、澳門、印尼、韓國、日本等從国际上通用的英文名称称之为南中国海（：／ Nam Jungguk Hae；日語：（第二次世界大战以前汉字表记为））。
2011年南海主權爭議升级后，菲律賓政府開始以“西菲律賓海”的名稱称呼菲律宾西海岸外的南海海域。而越南则基于地理位置将该海域称之为东海。马来西亚则将其称为马来海。

## 地理

### 范围
在國際海道測量組織的定義中，南海為東北—西南走向，其南部邊界在南緯3度，位於印度尼西亚的南蘇門達臘和加里曼丹之間，北邊至中国大陆，东北至台灣本島，東至菲律賓群島，且包含呂宋海峽西半側，西南至越南與馬來半島，通過巴士海峽、蘇祿海和馬六甲海峽連接太平洋和印度洋。整個南海幾乎被大陸、半島和島嶼所包圍。其形狀近似菱形，從四周呈階梯狀向中部加深。
南海為世界第三大陸緣海，僅次於珊瑚海和阿拉伯海，面積約356萬平方公里，約等於渤海、黃海和東海總面積的3倍，平均水深約為1,212米，最深處為中部的深海平原，達5,567米左右。

### 地质

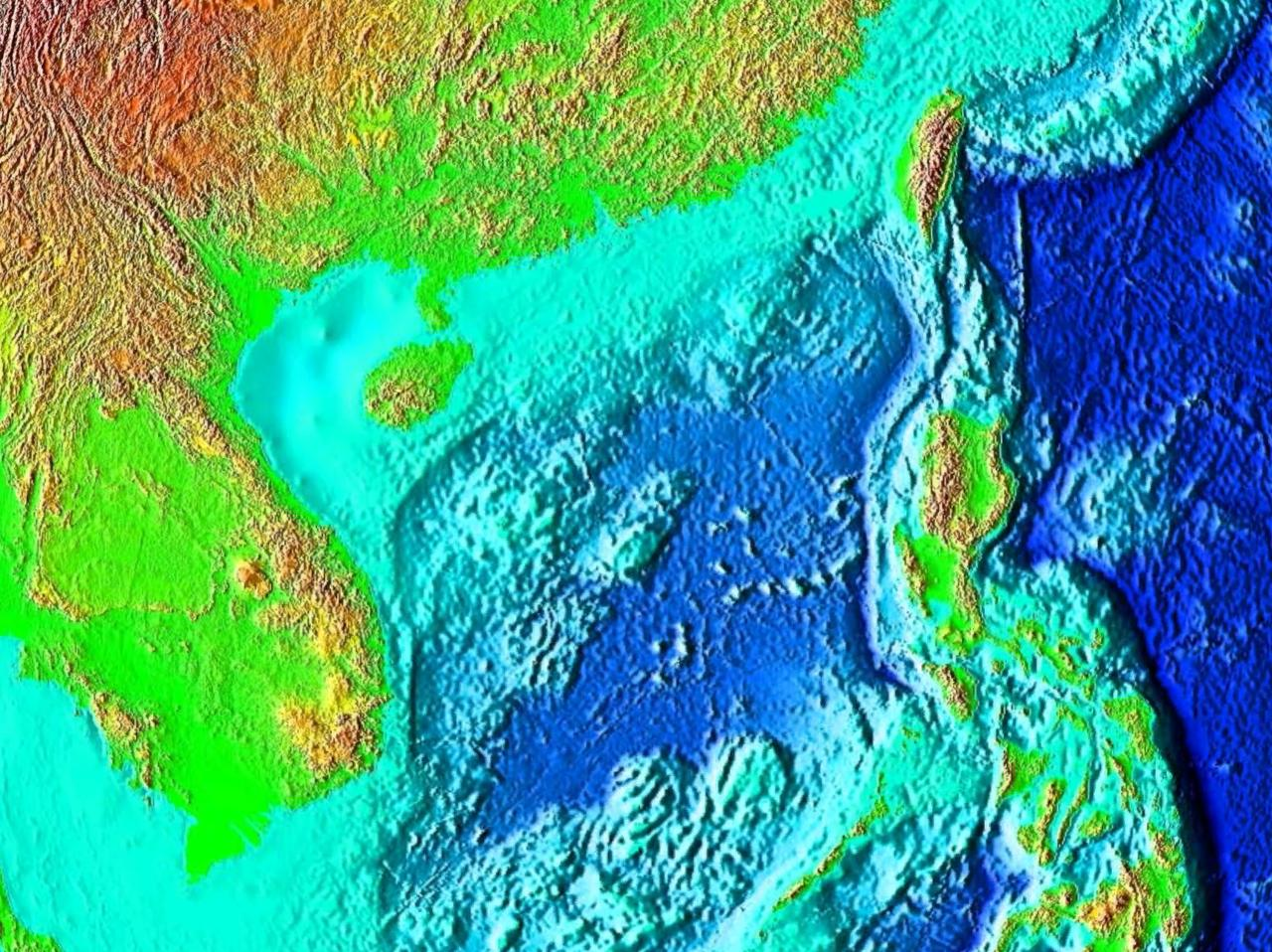
南海东北部海底地形

南海分大陸架、大陸坡和深海盆等地貌單元。大陸架以西南部最寬，北部陸架寬約285公里，東、西部陸架最窄，呂宋島以西，島架寬僅5公尺；大陸坡呈階梯狀下降，主要的南海諸島都在其大陸坡上，東、西部陸坡較陡，並有許多切割峽谷。
古南海在台湾-巴拉望岛（palawan）以东，与太平洋板块和菲律宾板块的大洋相邻。在巴拉望岛（palawan）与海南岛之间（今南海）为欧亚大陆的陆壳。3000-3300万年左右，也就是始新世的末期，随着印度板块与欧亚板块的碰撞，整个东亚地区形成了一个挤出-逃逸的扇形构造，华北-华南地块被向东挤出，印支地块被向东南方向挤出，二者之间大致以红河断裂带为界。两者之间的速度和角度差，将巴拉望岛和海南岛之间的陆壳撕裂，地幔物质上涌，形成南海洋中脊。南海洋盆的裂开活动至约1500万年前终止。南海洋盆在3300-1500万年间裂开了大约600-700公里。

### 气候
南海地處低緯度地域，屬於熱帶深海。

### 水温
南海海水表層水溫較高從25℃到28℃左右，年溫差3℃到4℃，鹽度為35‰，潮差平均2米。流入南海主要河流有 珠江、紅河、湄公河（中国境内水域称澜沧江）。

## 岛屿和海山

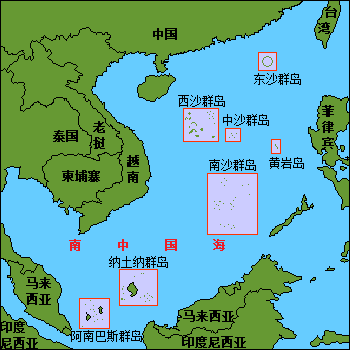
南海中的主要群島

南海有超过200个无原住民居住的島嶼和岩礁，這些島礁被合稱為南海諸島。由北向南依次是：東沙群島 、西沙群島、中沙群島、南沙群岛、納土納群島 、阿南巴斯群島。其中位于纳土纳群岛的大纳土纳岛为南海最大岛屿。*(不包括海南岛)

## 資源

### 生物
由於南海屬於熱帶海洋，適於珊瑚繁殖，海底高台處形成珊瑚岛，南海諸島的東沙群島、西沙群島、中沙群島和南沙群島均為珊瑚島嶼；水产主要為海龜、海參、金槍魚、銀紋笛鯛、鯊魚、龍蝦、梭子魚、墨魚和魷魚等各種熱帶海產。南海的金絲燕用海藻和唾液做巢，這種巢就是珍貴的滋補品燕窩。
2018年有報導稱南海每年魚穫可達1,600萬噸。

### 能源
南海海底石油與天然氣可燃冰蘊藏豐富，據初步估算海底石油蘊藏量達二百億噸。其中，中國較早期開發的有位於瓊東南盆地的崖城13-1氣田、位於珠江口盆地及北部灣的多個油田，早期主要與美國合作，後期則主要由中海油獨營，或與國內民企合作，少數則仍與國外合營。1986年，位於北部灣北部的潿洲10-3油田投產，另崖城13-1氣田亦於1996年元旦起投產。2021年11月23日，位于南海东部海域的陆丰油田群投产。截至2021年11月25日，中国南海东部油田油气年产量突破2000万方油当量，為中国第二大海上能源生产基地。
而越南亦有在南海西部水域建造鑽油台，早期與前蘇聯合作，後期則主要與西班牙國家石油公司等外資合作。南中國海的一項天然氣項目於2014年首次投產。

## 各方战略政策與地位
南海為太平洋和印度洋之間重要航道，四周大部分為半島和島礁。從各方關係看，東北亞大型經濟體如韓國、日本等進口之中東石油，80%以上都經由南海運輸，而對於東協而言，這是與北美之間的貿易的最短距離航線，否則將要繞路到太平洋，因此美國積極主張「航行自由」，而也因為對於中美雙方均有重大戰略意義，因此時而與中國產生衝突。自中國大陸角度而言，南海主權地位置關重要，並提升到與西藏、台灣到新疆等不落下風的程度，但南海核心在於作為貿易要道的價值，而軍事衝突必將會導致外交成本的提高與經貿損失，因此中國政府仍舊試圖在強硬與緩和間做謀略性的搖擺，採取十分謹慎的態度經營，泰國媒體指出，曾經與美國有歷史糾紛的菲律賓與越南，也因此對美國保持合作又維持距離的微妙關係，比如同為共產主義的越南雖然與美國關係提升，但也重視與中國的利益交換等。同時對於缺乏天然資源與戰略緩衝的台灣來說，在南海的掌控與地位也至關其重要利益。馬來西亞方面則堅定自己的立場，秉持著三個「不」的方針，不高調、不主動搞事、不渲染衝突，作為大馬的外交策略。

## 岛礁地图
图例：

 中華民國  1：太平岛  2：中洲礁 

 中华人民共和国  1：永暑礁 2：美济礁  3：渚碧礁  4：华阳礁  5：南薰礁  6：赤瓜礁  7：东门礁  8：杨信沙洲

 越南  1：南子礁  2：敦谦沙洲  3：鸿庥岛  4：景宏岛  5：南威岛  6：安波沙洲  7：染青沙洲  8：中礁  9：毕生礁  10：柏礁 
  11：西礁  12：日积礁  13：大现礁  14：无乜礁  15：东礁  16：六门礁  17：南华礁  18：舶兰礁  19：奈罗礁  20：鬼喊礁 
  21：琼礁  22：蓬勃堡  23：广雅滩  24：万安滩  25：西卫滩  26：李准滩  27：人骏滩  28：奥南暗沙  29：金盾暗沙

 菲律賓  1：费信岛  2：南钥沙洲  3：南钥岛  4：马欢岛  5：北子岛  6：中业岛  7：西月岛  8：司令礁  9：火艾礁  10：仁爱礁 

 马来西亚  1：弹丸礁  2：光星仔礁  3：光星礁  4：簸箕礁  5：榆亚暗沙  6：南海礁 

## 主權爭議
南海爭端包括南沙群島主權爭議、西沙群島和中沙群島的主權糾紛、北部灣海上邊界問題以及其他地區的爭議。後來有關位於印尼和馬來西亞附近的納土納群島的主權歸屬問題也被歸類進該爭端範圍中。
各個國家出於利益都希望控制自己所主張擁有主權的島嶼的實際控制權，其中包括島嶼附近的專屬經濟區和捕撈地帶。由於南中國海的油氣蘊藏十分豐富，當事國也紛紛加入爭奪行列。其他一些爭奪該地區主權的理由有重要的航運通道，戰略控制等。中華人民共和國于2012年設立海南省三沙市，轄西沙群島、中沙群島、南沙群島的島礁及其海域。
香格里拉對話是相關國家為解决該地區爭端和衝突的一個重要平臺。亞太安全合作理事會則是各國間為協調亞太地區的安全問題的另外一個重要平臺。

### 南海仲裁案

周邊國家對南海的海權聲索

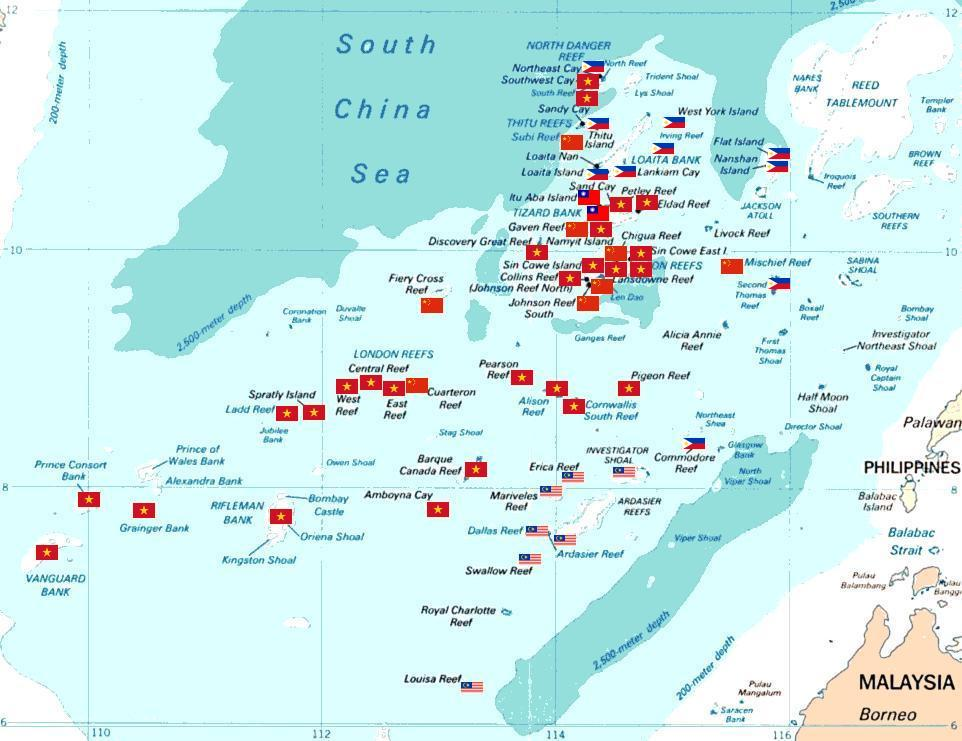
南沙群島各國駐軍之島礁

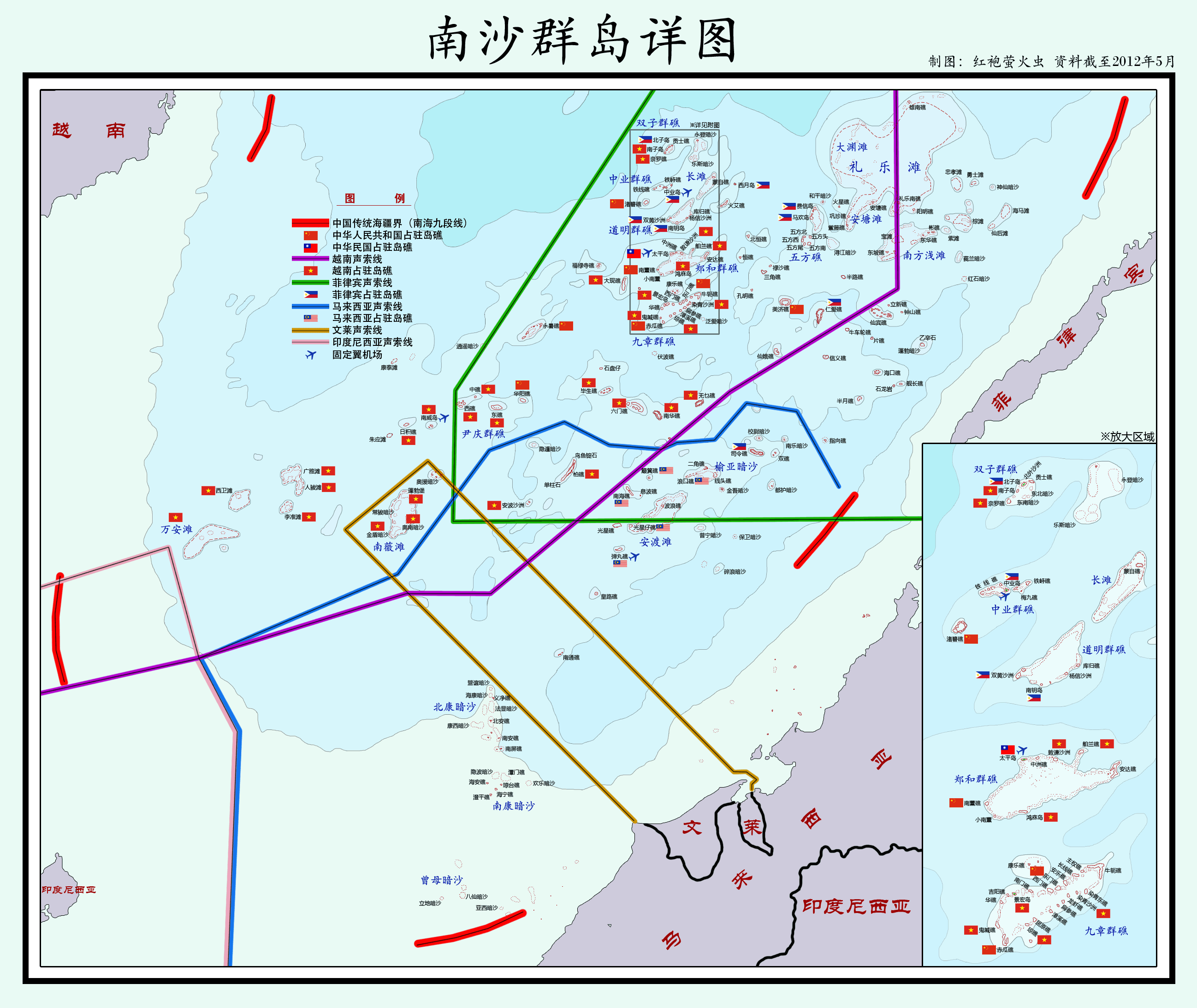
南沙群島2012年形勢圖，標出各國聲索線、駐軍之島礁及固定翼機場

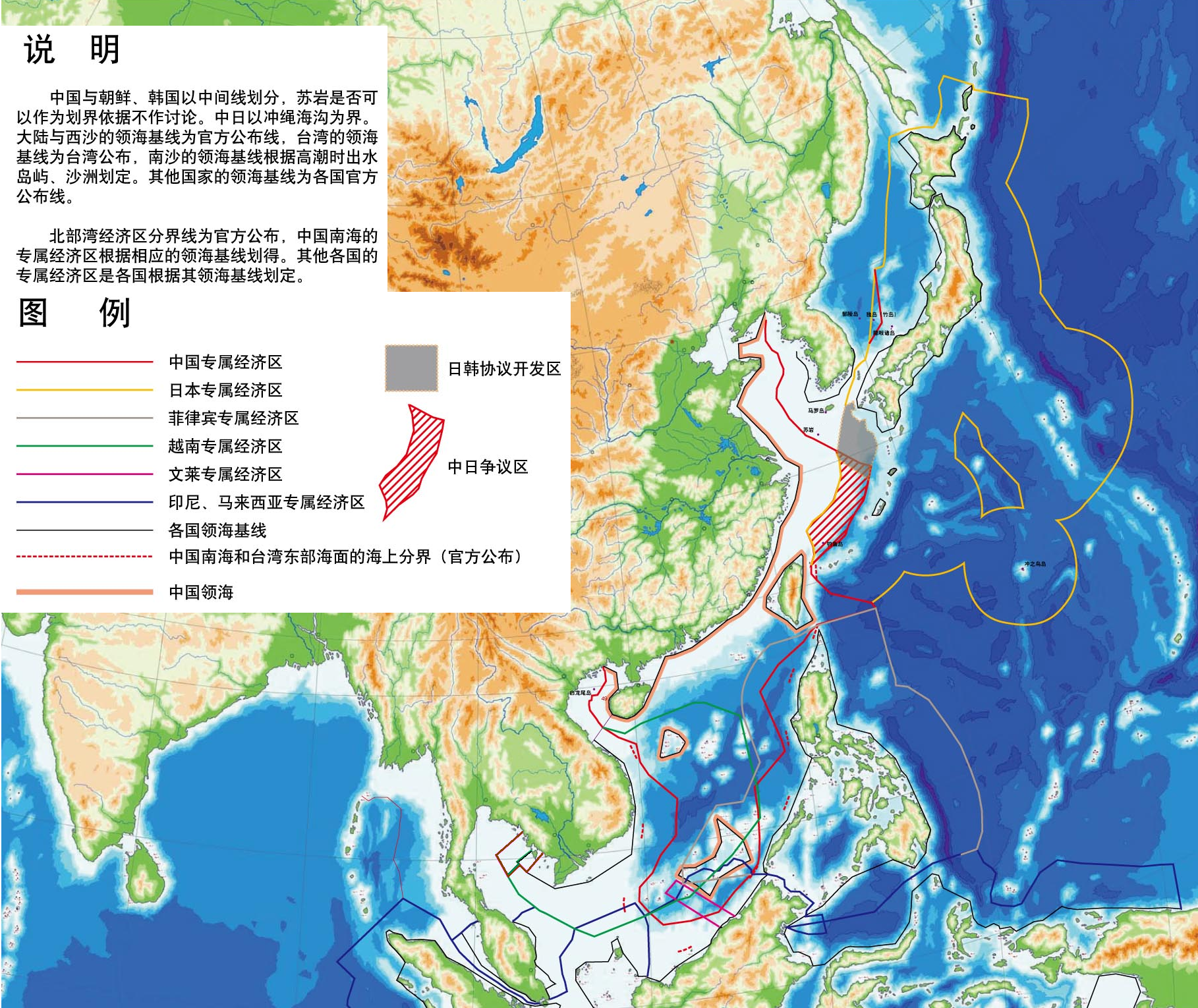
中華人民共和國宣稱根据《聯合國海洋法公約》中规定的新的领海基线

2013年，菲律賓向荷蘭海牙常設仲裁法院提出南海仲裁案，控告中華人民共和國違反國際法，將南中國海視為自身領土（領海範圍）。
2016年7月12日北京時間下午5時，仲裁庭通過常設仲裁法院公布仲裁結果。仲裁庭認定，中國對九段線範圍內的資源擁有「歷史性權利」的主張，並無法律基礎，違反了1982年的《聯合國海洋法公約》。此外，仲裁庭亦裁定中國在禮樂灘採集資源侵犯了菲律賓的主權權利，中國對南沙群島的珊瑚礁生態系統構成永久而不可挽回的傷害，而中國漁民在南海採取嚴重破壞珊瑚礁生態的方式，大規模撈捕瀕危的海龜、珊瑚等，中國皆明知卻沒有履行停止這類行為的責任，法庭也判決包括由中華民國（仲裁原文稱「中國台灣當局」）實際控制的自然面積最大的太平島在內的所有南沙群島的海上地物最多只是「礁」而非「島」，亦即其自然條件不足以支撐及維持常住人口，最多只能產生領海、不能產生專屬經濟區；天然狀態下的黃岩島、美濟礁、仁愛礁和渚碧礁只是「低潮高地」，不能產生領海、專屬經濟區或界定大陸架，並認為中國大陸在低潮高地建造人工島的行為侵犯了菲律賓的主權權利。
中華人民共和國表示不承认常設仲裁法院裁決，认为其违背国际仲裁一般实践，仲裁庭不具有管辖权，该裁决是无效的，没有拘束力。